# 埃马纽埃尔·弗林蓬
艾曼紐·費林邦（英語：Emmanuel Frimpong，1992年1月10日—）是一名在加纳出生的前職業足球員，司職中場。2019年3月因傷患被迫提早退役。

## 生平

### 球會
早年
費林邦在加纳首都阿克拉出生，於2000年移居英格蘭，定居北倫敦的托特納姆，於9歲之齡被阿仙奴發掘。
阿仙奴
2003年時年僅11歲的費林邦正式加入阿仙奴，初時在青訓學院的U18青年隊參賽，年僅15歲仍然在學已獲里亚姆·布拉迪委任為隊長，累積經驗後獲提升上預備隊，於2008年9月首次代表預備隊上陣。同月有傳費利邦將會獲選代表一隊參賽英格蘭聯賽盃，領隊雲加在18名球員名單中選用13名青年球員在主場迎戰錫菲聯，韋舒亞以16歲另267日首次代表一隊正選上陣，而獲發「56」號球衣的費林邦比他還小9天，是陣中最年輕的一員。費林邦在對韋根及般尼兩仗聯賽盃擔任沒有出場的後備，於2009年2月13日他與阿仙奴簽訂職業球員合約。2009年5月2日費林邦獲雲加挑選加入一隊17人名單在英超作客出戰樸茨茅夫。
2009年5月22日英格蘭足總青年盃決賽首回合，阿仙奴在酋長球場迎戰到訪的利物浦，開賽僅17分鐘，費林邦便被撞傷退下火線，但阿仙奴仍能取得4-1領先優勢，雖然因傷缺陣次場賽事，阿仙奴在晏菲路球場再下一城，以2-1取勝，累計6-2贏得錦標。翌季上半季費林邦雖然受到腳傷困擾，但仍然入選一隊的聯賽盃參賽名單，在全部3場賽事擔任沒有出場的後備。2010年5月11日阿仙奴青年隊在以酋長球場5-3擊敗諾定咸森林成功衛冕英格蘭足球青年聯賽冠軍寶座，費林邦是球隊背後的主要動力，更在準決賽互射十二碼射入奠勝球淘汰曼聯。
阿仙奴的2010/11年球季季前集訓在奧地利進行，雲加帶領27名球員出發，費林邦獲選隨行。費林邦在之前對的熱身賽已獲派正選上陣，而在奧地利對格拉茨及滨湖新锡德尔同樣獲派正選上陣，次場更踢足全場賽事。回國後隨即參賽酋長盃，分別迎戰AC米蘭及，是5場季前熱身賽中唯一每戰均任正選的球員，更獲雲加點名稱讚。
2011年12月31日費林邦獲借用到另一支英超球隊狼隊直到球季結束。
2013年1月25日，費林邦被借到英超富咸直至球季結束。

### 國家隊
費林邦於2007年入選代表英格蘭U16參賽，2008年參賽蒙太古國際足球邀請賽（Montaigu Tournament），分組賽第二場費利邦射入奠勝球以1-0擊敗德國，而在決賽與東道主法國打成0-0平手完場，費林邦在互射十二碼順利射入，協助英格蘭以5-4獲勝奪得錦標。在提升上英格蘭U18後更獲委任為隊長。
雖然費林邦代表英格蘭青少年隊參加國際賽，但他表示希望將來代表出生地加纳參加國際賽。
2012年11月27日，費林邦得到國際足協批准可以代表迦納國家足球隊，趕及參加2013年非洲國家盃決賽週。

## 惡搞
費林邦的粗野踢法，凶狠鏟球為他的焦點，潮語「Frimpong」（動詞）便是以他命名，解作徹底傷害對方球員。

## 榮譽
阿仙奴青年隊
- 英格蘭足總青年盃冠軍：2009年；
- 英格蘭足球青年聯賽冠軍：2009/10年；

英格蘭U16
- 蒙太古國際足球邀請賽冠軍：2008年；

## 外部連結
- 足球数据库：埃马纽埃尔·弗林蓬的球员统计数据
- 阿仙奴官網：費林邦（页面存档备份，存于）